# بنوا پشیه
بنوا پشیه (انگلیسی: Benoît Peschier؛ زادهٔ ۲۱ مهٔ ۱۹۸۰) قایقران کایاک اهل فرانسه است.
وی همچنین برندهٔ جوایزی همچون لژیون دونور (شوالیه) شده‌است.